# Ayacucho (stad)
Ayacucho (Zuidelijk Quechua: Ayacuchu), onofficieel ook Huamanga of Wamanqa genoemd, is een stad in de provincie Huamanga van de Peruaanse regio Ayacucho, op de oostelijke hellingen van de Andes. Het is de hoofdplaats van de regio, alsook van de provincie daarbinnen. De stad telde 181.000 inwoners in 2015.

## Naam
De naam zou zijn afgeleid van de Quechuawoorden aya ("sterfte") en cuchu ("hoek"), wat zou kunnen worden vertaald als "hoek van de doden", wat zou verwijzen naar de Slag van Ayacucho op 9 december 1824, de laatste gewapende slag tussen de Spaanse legers en de patriotten van de Peruviaanse Onafhankelijkheidsoorlog. Het grote aantal doden op het slagveld zou de kolonisten het gebied de naam Ayakuchu (Ayacucho) hebben doen geven. De Boliviaanse hoofdstad La Paz kreeg na deze slag ook de naam La Paz de Ayacucho. Volgens een andere theorie zou aya hier moeten worden vertaald als "ziel" en cucho als "hoek" of "woning" en zou de betekenis "woning van de ziel" zijn. Deze theorie werd opgesteld omdat het gebruikelijke Queachuawoord voor "sterfte" huañusqa is en aya meerdere betekenissen kan hebben.
De oude naam van de streek is Huamanga. Huaman, de (stam van dit Quechuawoord, betekent "havik". De oorspronkelijke naam van de stad was San Juan de la Frontera de Huamanga. San Juan (Johannes) was de beschermheilige van de stad en frontera ("grens") omdat het een Spaans bastion vormde tegen de aanvallen van Manco Inca. Tijdens de burgeroorlogen tussen de conquistadores werd de naam veranderd naar San Juan de la Victoria de Huamanga nadat de lokale staatsgetrouwe koloniale legers een overwinning hadden behaald op de rebellen van Diego de Almagro tijdens de Slag om Chupas op 16 september 1542.

## Geografie
De stad bevindt zich op een hoogte van 2761 meter. In het noorden en oosten grenst het aan de provincies Huanta en La Mar, in het zuiden aan de provincies Cangallo en Vilcashuamán en in het westen aan de regio Huancavelica.

## Geschiedenis
In de grotten van Pikimachay, ongeveer 25 kilometer ten noorden van Ayacucho, zijn overblijfselen van primitieve nederzettingen van ongeveer 12.000 jaar geleden aangetroffen. In de 6e eeuw vestigden de Wari zich er, het volk dat het eerste expansionistische rijk stichtte in de Andes voor de komst van de Inca's. Het vormde de hoofdstad van de Wari tot de 10e eeuw.
De huidige plaats werd gesticht op 25 april 1540 door de Spaanse conquistador Francisco Pizarro. Vanwege de constante Inca-opstanden tegen de Spanjaarden onder leiding van Manco Inca, liet Pizarro spoedig daarna een aantal Spanjaarden overkomen uit Lima en Cuzco om het te gaan bewonen. Op 17 mei 1544 kreeg de plaats per koninklijk decreet de titel van "La Muy Noble y Leal Ciudad de Huamanga" (stadstatus).
Sinds 20 juli 1609 vormt het de zetel van een katholieke bisschop en sinds 1966 vormt het een aartsbisdom, onderverdeeld in 24 parochies.
In 1824 vond de eerder genoemde Slag van Ayacucho plaats op de pampa van het nabijgelegen Quinua, waarbij de laatste Spaanse troepen werden verslagen door de strijdkrachten van Peru en Colombia onder aanvoering van Antonio José de Sucre, waarop onderkoning José de la Serna de overgave tekende, waarmee de meeste huidige Zuid-Amerikaanse landen onafhankelijkheid verkregen. Ter ere van de slag werd de stad op 15 februari 1825 door Simón Bolívar per decreet hernoemd tot Ayacucho.
Tijdens de jaren 1980 en 1990 vormde Ayacucho een van de steden die het zwaarst getroffen werd door de terreur van het Lichtend Pad.

## Economie en onderwijs
De stedelijke economie is gebaseerd op landbouw en lichte handwerken, waaronder textielproducten, aardewerk, leren producten en filigraanwerk.
De Universidad Nacional San Cristóbal de Huamanga (Nationale Universiteit van Christoffel van Huamanga) is de belangrijkste universiteit van de stad en werd gesticht op 3 juli 1677.

## Cultuur

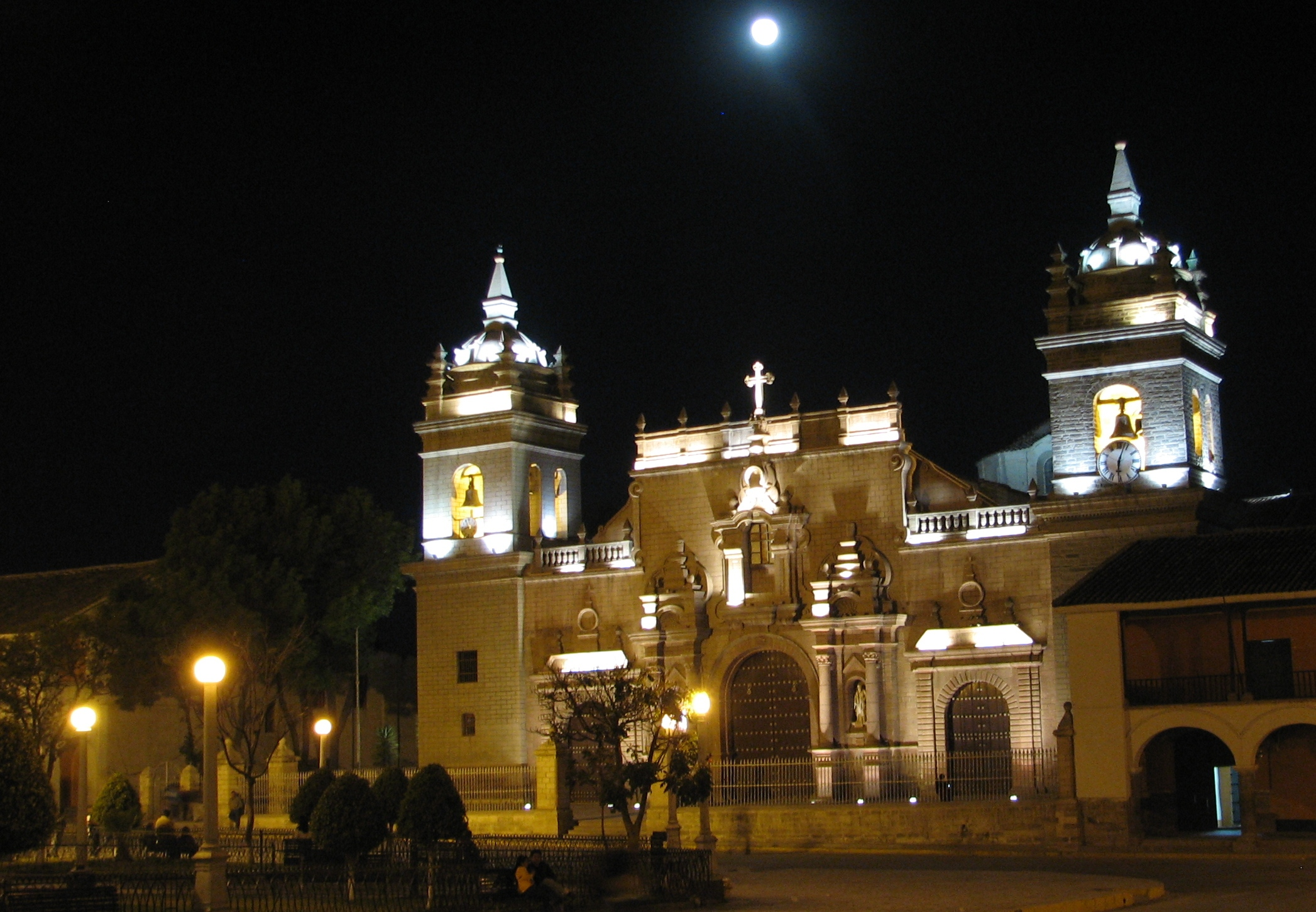
Basiliekkathedraal in het centrum

De stad telt ruim 30 kerken, die grotendeels dateren uit de eerste eeuw van het Spaanse Onderkoninkrijk Peru, maar deels ook van recentere datum zijn. De stad staat in Peru bekend als "de stad van de 33 kerken". Hiertoe behoort ook de Kerk van San Christobal (1534), de oudste kerk van Zuid-Amerika en La Merced (1540), de op een na oudste. Met name de Kerk van San Christobal trekt vele toeristen die zich komen vergapen aan de kansels, altaren en olieverfschilderingen van Vlaamse en Sevilliaanse kunstenaars uit de 16e en 17e eeuw. De grootste kerk is de basiliekkathedraal, gebouwd tussen 1612 en 1672 in koloniaalse stijl. Tijdens Goede Week worden grote religieuze festiviteiten gehouden, zoals paardenrennen (waaronder de Peruaanse Caballos de Paso) en de stierenrennen (jalatoro of pascuatoro - met de Ayacuchaanse morochucos). De stad huisvest verder ook een aantal imposante koloniale landhuizen.

## Bestuurlijke indeling
Deze stad (ciudad) bestaat uit vier districten:
- Ayacucho (hoofdplaats van de provincie)
- Carmen Alto
- Jesus Nazareno
- San Juan Bautista

## Geboren
- Andrés Avelino Cáceres (1833-1923), president van Peru (1881-1882)
- Angélica Mendoza de Ascarza (1929-2017), mensenrechtenactivist

Arequipa · Ayacucho · Cajamarca · Chiclayo · Chimbote · Chincha Alta · Cuzco · Huancayo · Huánuco · Huaraz · Ica · Iquitos · Juliaca · Lima · Pisco · Piura · Pucallpa · Puno · Sullana · Tacna · Tarapoto · Trujillo · Tumbes